# Lee Wai-sze

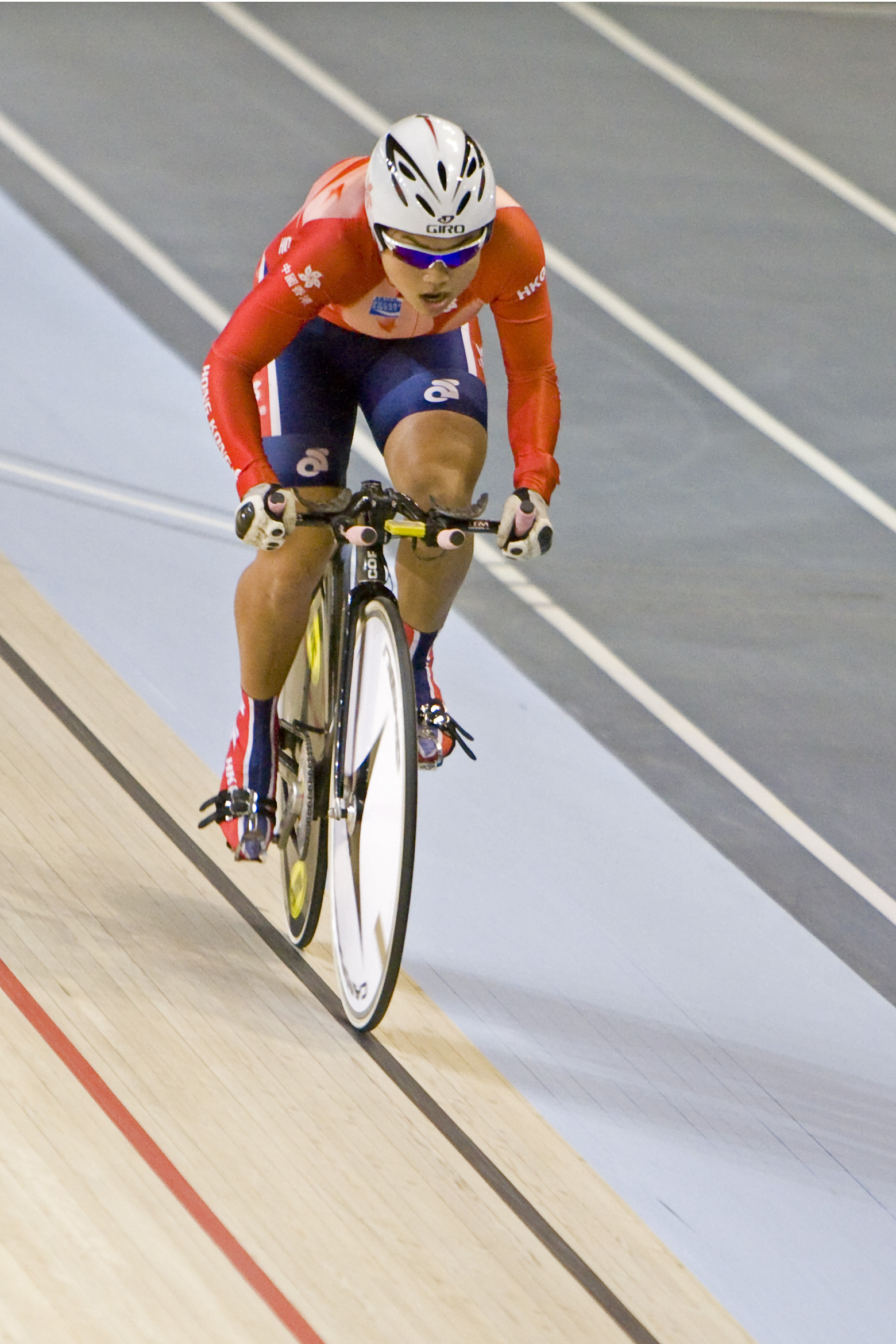
Lee Wai-sze aux mondiaux sur piste 2010.

Lee Wai-sze (née le 12 mai 1987 à Hong Kong) est une coureuse cycliste hongkongaise. Elle est notamment championne du monde du 500 mètres en 2013, et du keirin et de la vitesse en 2019.
Lors des Jeux olympiques d'été de 2012 à Londres, elle est porte-drapeau de la délégation hongkongaise. Elle remporte la médaille de bronze du keirin, la troisième médaille olympique de Hong Kong et la première en cyclisme. Elle décroche une deuxième médaille de bronze olympique lors de la vitesse aux Jeux olympiques de Tokyo en 2020, faisant d'elle la première et la seule athlète de Hong Kong à remporter des médailles lors de deux Jeux olympiques.

## Palmarès

### Jeux olympiques
- Londres 2012
  -  Médaillée de bronze du keirin
  - 10e de la vitesse individuelle
- Rio 2016
  - 6e de la vitesse individuelle
  - 7e du keirin
- Tokyo 2020
  -  Médaillée de bronze de la vitesse individuelle
  - 8e du keirin

### Championnats du monde
- Pruszków 2009
  - 19e du 500 mètres
  - 21e de la vitesse individuelle
- Copenhague 2010
  - 10e de la vitesse par équipes
  - 11e du 500 mètres
  - 19e du keirin
  - 21e de la vitesse individuelle
- Apeldoorn 2011
  - 5e du 500 mètres
  - 12e du keirin
  - 12e de la vitesse par équipes
  - Seizième de finale de la vitesse individuelle
- Melbourne 2012
  - 5e du 500 mètres
  - 15e de la vitesse par équipes
  - Seizième de finale de la vitesse individuelle
  - Éliminée au repêchage du premier tour du keirin
- Minsk 2013
  -  Championne du monde du 500 mètres
  -  Médaillée de bronze de la vitesse
  - 4e du keirin
- Cali 2014
  - 6e du 500 mètres
  - 7e du keirin
  - 8e de la vitesse individuelle
- Saint-Quentin-en-Yvelines 2015
  - 5e du 500 mètres
  - 7e du keirin
  - 13e de la vitesse individuelle
- Londres 2016
  -  Médaillée d'argent du 500 mètres
  - 7e de la vitesse individuelle
  - 9e du keirin
- Hong Kong 2017
  -  Médaillée de bronze de la vitesse
  - 4e du 500 mètres[1]
  - 10e du keirin[2]
- Apeldoorn 2018
  -  Médaillée d'argent du keirin[3]
  - 4e de la vitesse individuelle[4]
  - 9e du 500 mètres[5]
- Pruszków 2019
  -  Championne du monde de vitesse
  -  Championne du monde de keirin
  - 16e de la vitesse par équipe[6]
- Berlin 2020
  -  Médaillée de bronze de la vitesse

### Coupe du monde
- 2009-2010
  - 3e du keirin à Pékin
- 2010-2011
  - 3e du 500 mètres à Melbourne
- 2011-2012
  - 2e du keirin à Londres
  - 3e de la vitesse individuelle à Londres
- 2012-2013
  - Classement général de la vitesse individuelle
  - 1re de la vitesse individuelle à Cali
  - 3e de la vitesse individuelle à Aguascalientes
  - Classement général du keirin
  - 3e du keirin à Glasgow
- 2013-2014
  - Classement général du keirin
  - 1re du keirin à Guadalajara
  - 2e du keirin à Aguascalientes
  - Classement général de la vitesse individuelle
  - 2e de la vitesse individuelle à Manchester
  - 3e de la vitesse individuelle à Aguascalientes
  - 3e de la vitesse individuelle à Guadalajara
  - 3e du 500 mètres à Aguascalientes
  - 3e du 500 mètres à Guadalajara
- 2014-2015
  - 3e de la vitesse à Cali
- 2015-2016
  - 2e de la vitesse à Hong Kong
  - 3e de la vitesse à Cali
  - 3e du keirin à Hong Kong
- 2016-2017
  - 1re de la vitesse individuelle à Apeldoorn
  - 2e du 500 mètres à Apeldoorn
  - 3e du keirin à Apeldoorn
- 2018-2019
  - 1re de la vitesse individuelle à Saint-Quentin-en-Yvelines
  - 1re de la vitesse individuelle à Milton
  - 1re de la vitesse individuelle à Cambridge
  - 1re de la vitesse individuelle à Hong Kong
  - Classement général du keirin
  - 1re du keirin à Cambridge
  - 1re du keirin à Hong Kong
  - 3e du keirin à Saint-Quentin-en-Yvelines
- 2019-2020
  - Classement général de la vitesse individuelle
  - 1re de la vitesse individuelle à Minsk
  - 1re de la vitesse individuelle à Glasgow
  - 1re de la vitesse individuelle à Hong Kong
  - 1re de la vitesse individuelle à Brisbane

### Coupe des nations
- 2021
  - 1re de la vitesse à Hong Kong
  - 1re de la vitesse par équipes à Hong Kong
  - 2e du keirin à Hong Kong

### Championnats d'Asie
- Tenggarong 2009
  -  Médaillé d'argent du 500 mètres
- Charjah 2010
  -  Médaillée d'argent du 500 mètres
  -  Médaillée de bronze de la vitesse individuelle
  -  Médaillée de bronze de la vitesse par équipes
- Nakhon Ratchasima 2011
  -  Médaillée d'or du 500 mètres
  -  Médaillée de bronze de la vitesse individuelle
  -  Médaillée de bronze de la vitesse par équipes
- Kuala Lumpur 2012
  -  Championne d'Asie du 500 mètres
  -  Championne d'Asie de vitesse individuelle
  -  Médaillée de bronze du keirin
- New Dehli 2013
  -  Championne d'Asie du 500 mètres
  -  Championne d'Asie du keirin
- Astana 2014
  -  Championne d'Asie du 500 mètres
  -  Championne d'Asie du keirin
  -  Médaillée de bronze de la vitesse individuelle
- Nakhon Ratchasima 2015
  -  Championne d'Asie du 500 mètres
  -  Championne d'Asie de vitesse individuelle
  -  Médaillée de bronze du keirin
- Izu 2016
  -  Championne d'Asie du keirin
  -  Médaillée d'argent du 500 mètres
  -  Médaillée de bronze de la vitesse individuelle
- New Delhi 2017
  -  Championne d'Asie du 500 mètres
  -  Championne d'Asie du keirin
  -  Championne d'Asie de vitesse individuelle
  -  Médaillée d'argent de la vitesse par équipes
- Nilai 2018
  -  Championne d'Asie du 500 mètres
  -  Championne d'Asie du keirin
  -  Championne d'Asie de vitesse individuelle
- Jakarta 2019
  -  Championne d'Asie de vitesse individuelle
  -  Médaillée d'argent du keirin
  -  Médaillée de bronze de la vitesse par équipes
- Jincheon 2020
  -  Championne d'Asie du keirin
  -  Championne d'Asie de vitesse individuelle

### Jeux asiatiques
- Guangzhou 2010
  -  Médaillée d'or du 500 mètres
  -  Médaillée de bronze de la vitesse individuelle
- Incheon 2014
  -  Médaillée d'or du keirin
  -  Médaillée d'or de la vitesse individuelle
- Jakarta 2018
  -  Médaillée d'or du keirin
  -  Médaillée d'or de la vitesse individuelle
  -  Médaillée d'argent de la vitesse par équipes

### Championnats de Hong Kong
- 2013
  -  Championne de Hong Kong du 500 mètres
  -  Championne de Hong Kong du keirin
  -  Championne de Hong Kong de vitesse
- 2018
  -  Championne de Hong Kong du keirin
  -  Championne de Hong Kong de vitesse